# Dhiego Taylor
Dhiego Taylor (...) è un giocatore di football americano brasiliano, che gioca come offensive lineman per i João Pessoa Espectros.

## Palmarès
- Sulamericano (2023)
- 2 Brazil Bowl (Sada Cruzeiro/Galo Futebol Americano, 2017, 2018)
- 1 Copa América de Futebol Americano (Belo Horizonte Get Eagles, 2016)
- 1 Liga Nacional de Futebol Americano (Belo Horizonte Get Eagles, 2016)
- 1 Copa Minas (Sada Cruzeiro, 2017)
- 2 Campeonato Mineiro de Futebol Americano (Galo Futebol Americano, 2018, 2019)
- 1 Torneio Paranaense de Futebol Americano (Coritiba Crocodiles, 2015)
- 2 Campeonato Capixaba de Futebol Americano (Vila Velha Tritões, 2012, 2013)